# Mapleton, Kansas
Mapleton är en ort i Bourbon County i Kansas. Vid 2010 års folkräkning hade Mapleton 84 invånare.